# Durenca
Durenca (en francès Durenque) és un municipi del departament francès de l'Avairon, a la regió d'Occitània.

## Demografia
| 1962                                       | 1968 | 1975 | 1982 | 1990 | 1999 | 2006 |
| ------------------------------------------ | ---- | ---- | ---- | ---- | ---- | ---- |
| 804                                        | 862  | 811  | 805  | 724  | 607  | 560  |
| Des de 1962: població sense dobles comptes |      |      |      |      |      |      |

## Administració
| Període   | Identitat        | Partit |
| --------- | ---------------- | ------ |
| 1959-1975 | Roger Nespoulous |        |
| 1975-2001 | Marius Cadars    |        |
| 2001-2008 | Aimé Alvernhe    |        |
| 2008-     | Vicent Baldet    |        |